# Titanoeca quadriguttata
Titanoeca quadriguttata és una espècie d'aranyes araneomorfes de la família dels titanècids (Titanoecidae). Fou descrit per primera vegada per Hahn, 1833.
Aquesta espècie té una distribució per la zona paleàrtica.

## Descripció
Els mascles fan de 4,5 a 5 mm i les femelles de 4,5 mm a 5,5 mm

## Sinònims
Segons el World Spider Catalog amb data de 19 de gener de 2019 hi ha les següents sinonímies:
- Aranea obscura Walckenaer, 1802 nec Olivier, 1789
- Theridion quadriguttatum Hahn, 1833
- Theridion notatum Walckenaer, 1841
- Theridion ardesiacum Dufour, 1855
- Amaurobius kochi Ausserer, 1867
- Theridion obscurum Walckenaer, 1805
- Theridion 4-guttatum Hahn, 1833
- Latrodectus 4-guttatus C. L. Koch, 1850
- Eucharium obscurum Simon, 1864
- Titanoeca kochii L. Koch, 1872
- Amaurobius quadriguttata Simon, 1892
- Titanoeca tristis Bösenberg, 1902
- Ciniflo IV-guttatus Lessert, 1910
- Titanoeca obscura Kratochvíl, 1932